# MissMe
Ne doit pas être confondu avec Miss Me ou Miss Me?.

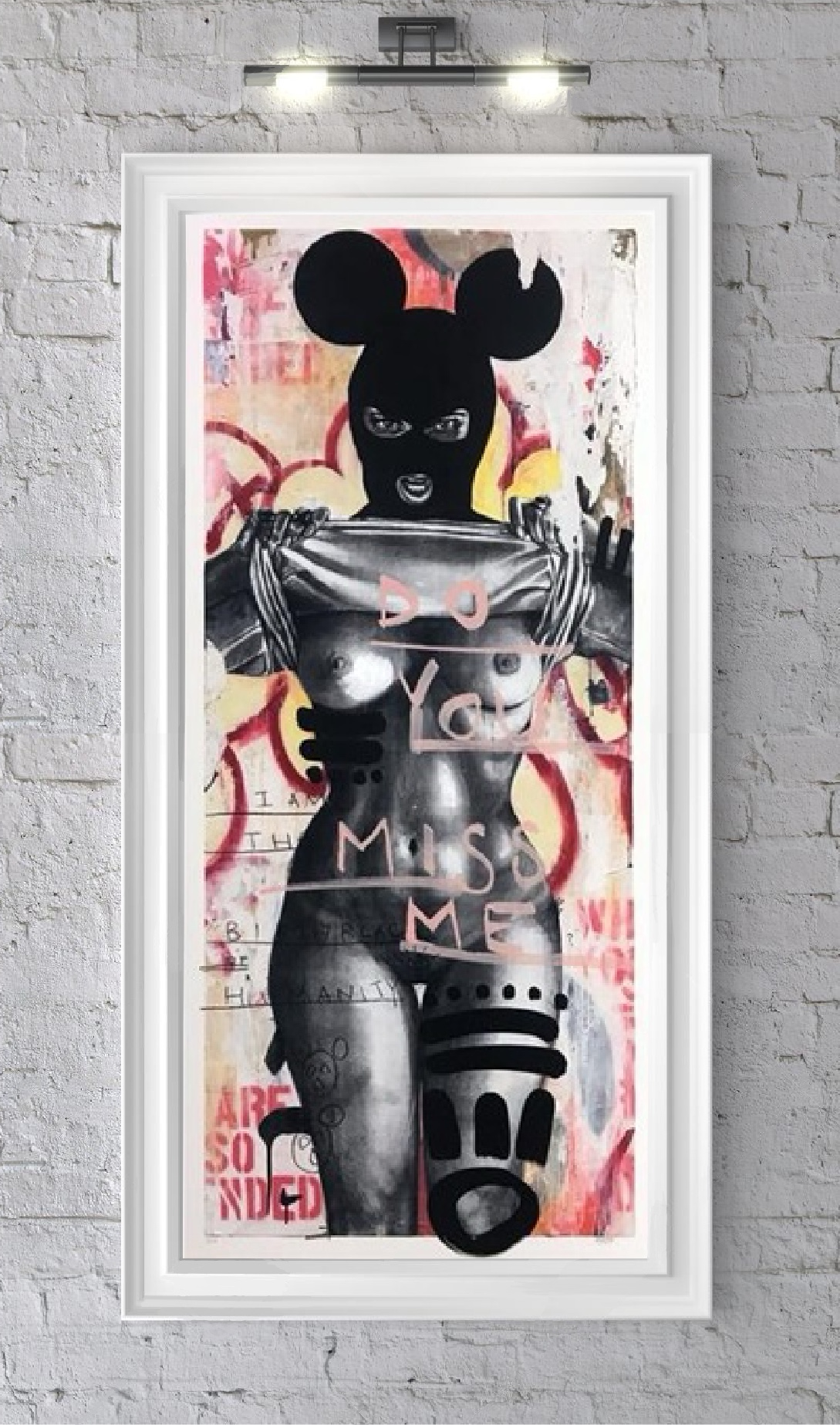
“Do You Miss Me?” By MissMe. 2017. Currently in the Johnny Blanco art collection https://www.johnnyblancoart.com/post/on-my-wall-missme

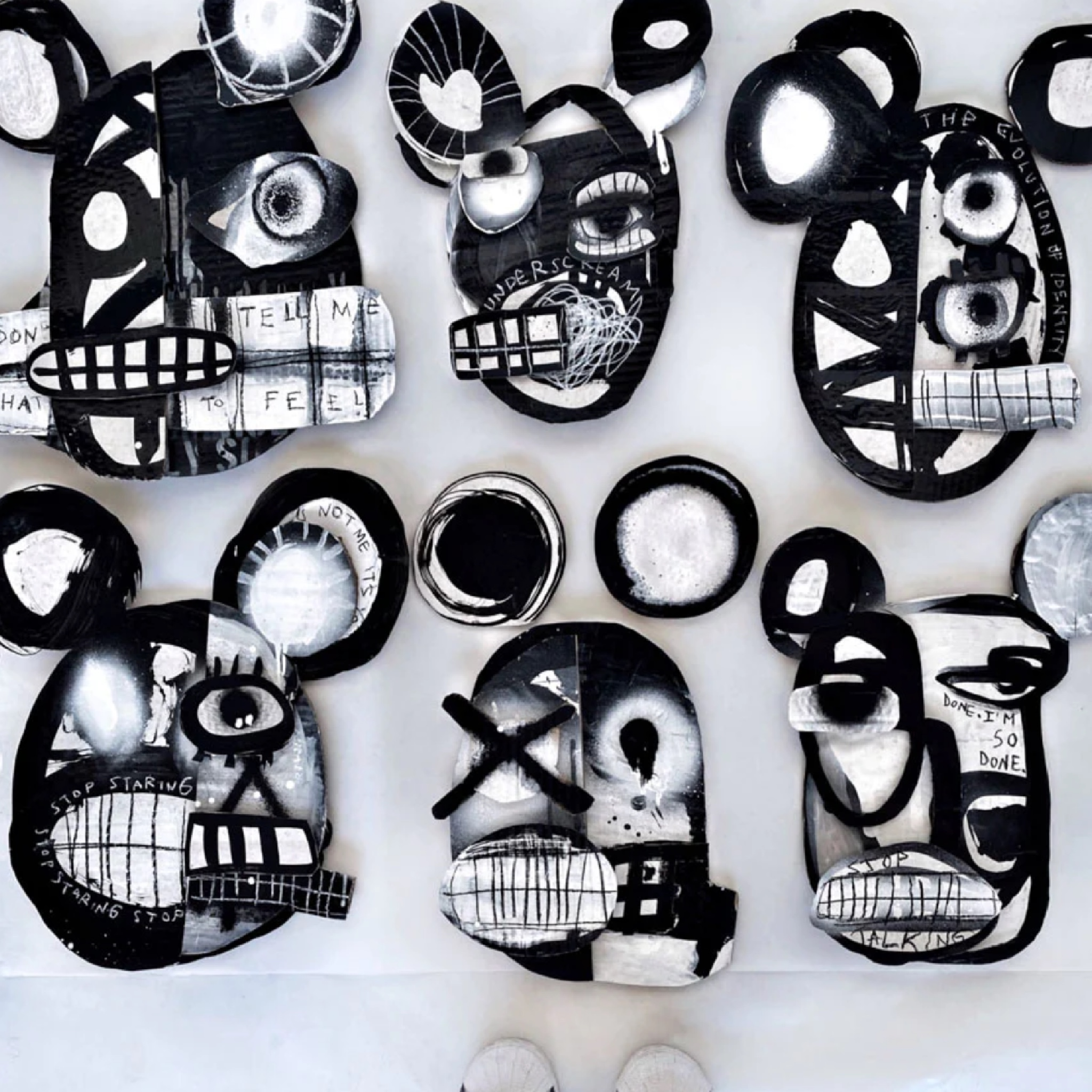
“Selfies” by MissMe. View series at MissMeArt.com

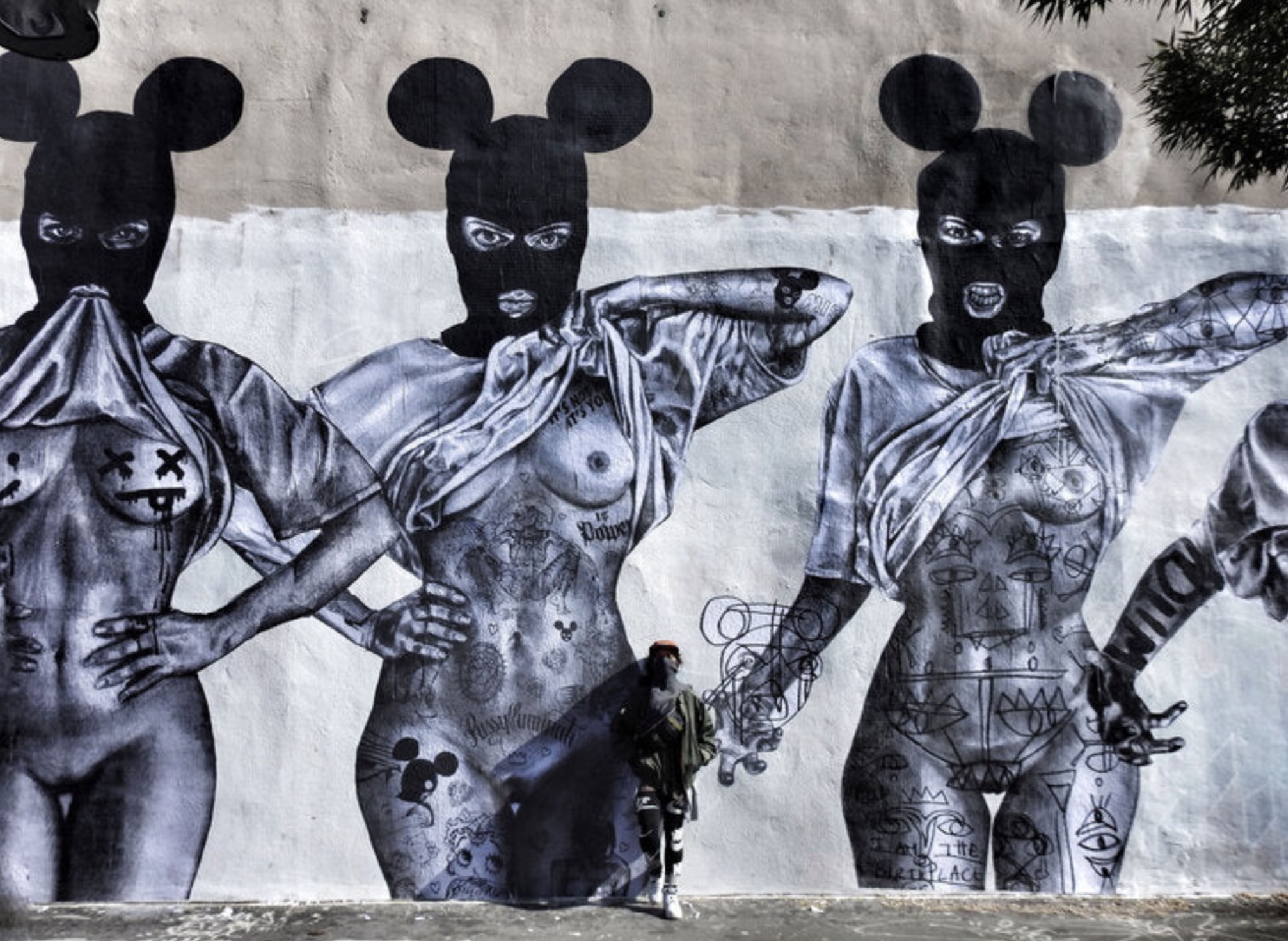
Wheatpaste on a grand scale. “The Artfiul Vandal” MissMe.

MissMe est le pseudonyme d'une artiste urbaine montréalaise née en Suisse, dite aussi The Artful Vandal.

## Biographie

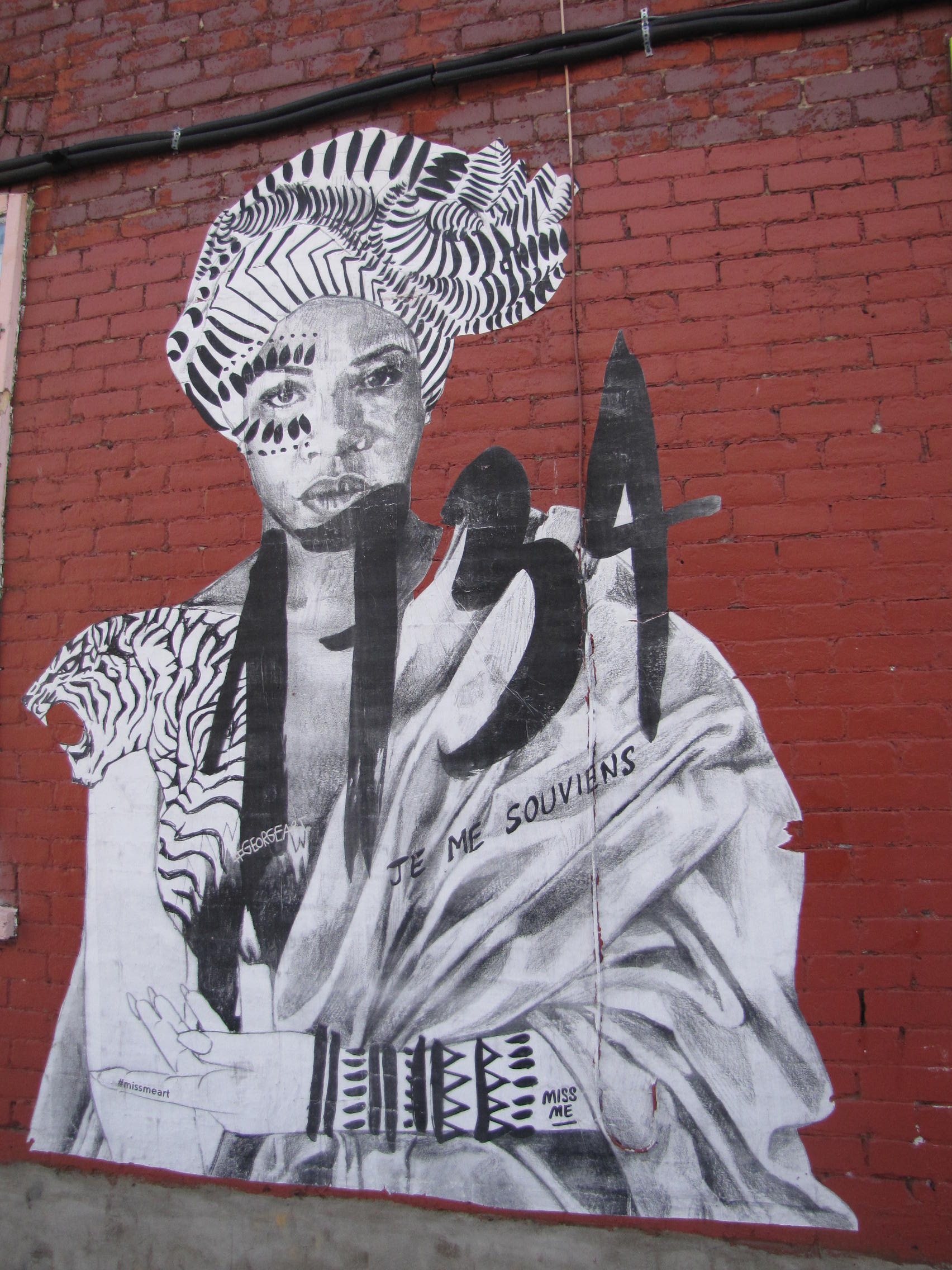
Marie-Josèphe-Angélique, Montréal

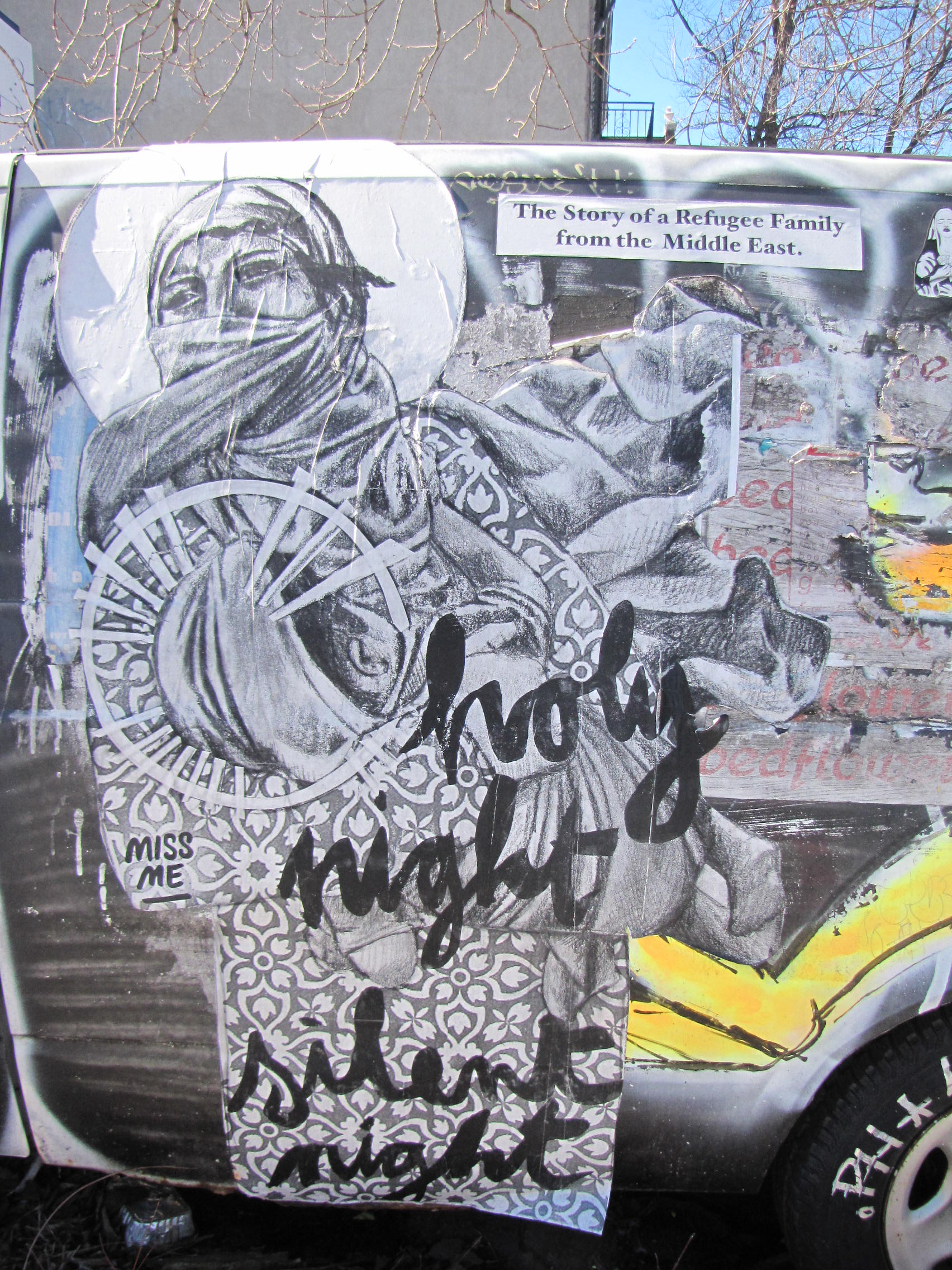
Van, Montréal

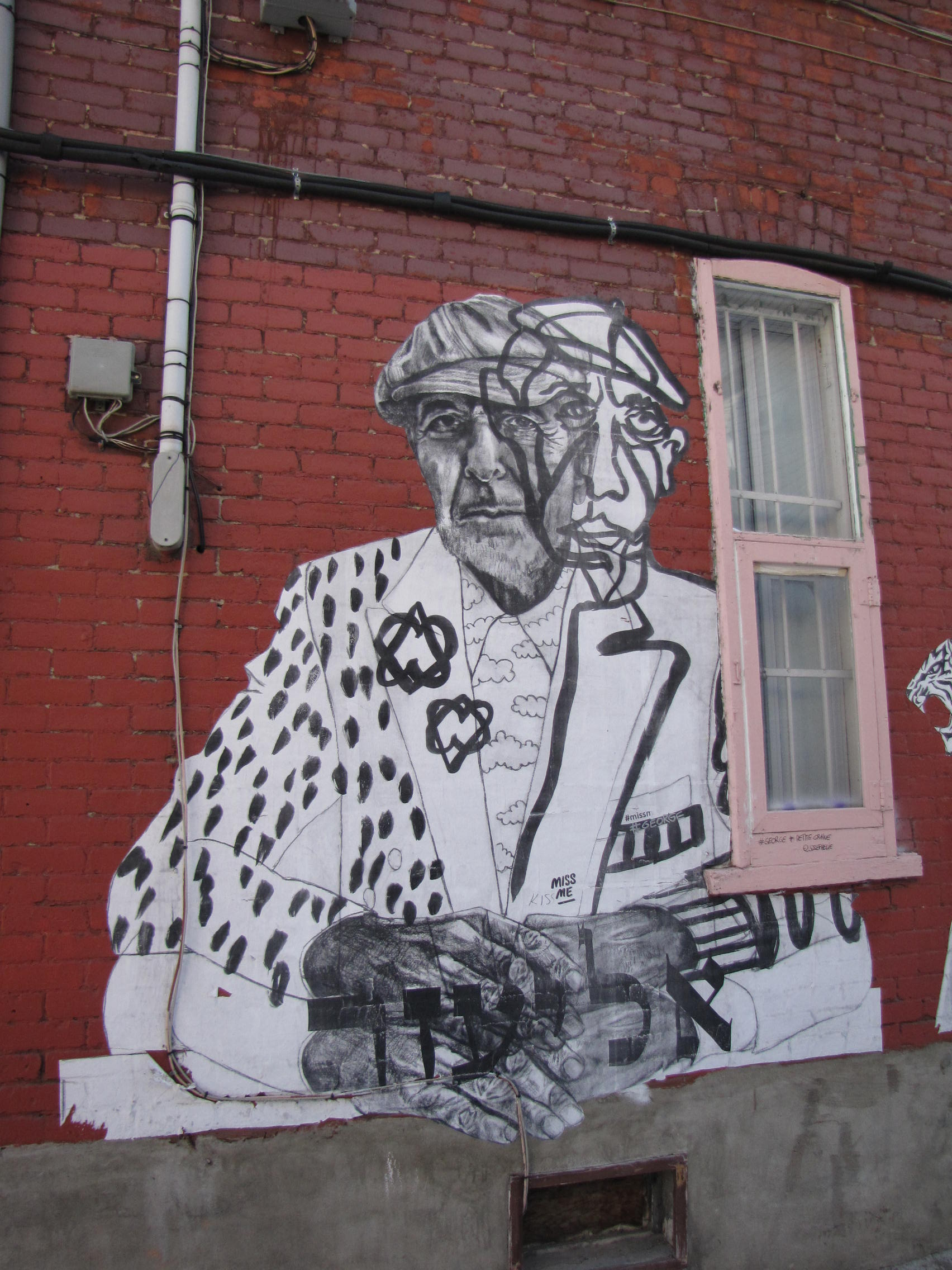
Leonard Cohen, Montréal

MissMe est nommée « Montreal’s Premiere Art Vandal » par la revue Vice,,, et en 2014, elle est fait partie des « 15 Women Who Are Killing It in Street Art Right Now » par le magazine Complex.
Artiste vandale et activiste féministe, elle passe par la France avant de s'installer au Canada.

## Expositions, évènements et réalisations
2023
- nobELLES, ces femmes que l’histoire a manquées, exposition à l'Espace pour la vie (Montréal), Planétarium Rio Tinto Alcan de Montréal, en hommage à 7 femmes scientifiques, Lise Meitner, Jocelyn Bell, Mary Jackson, Katherine Johnson, Donna Strickland, Emmy Noether et Vera Rubin et  « restées inconnues trop longtemps » (avril 2023 - avril 2024)[10],[11],[12]
- The Apology of Anger, exposition solo, New York, galerie Taglialatella (13 avril - 6 mai 2023)[13]

2022
- The Apology of Anger, exposition solo, Toronto, galerie Taglialatella (20 juillet - 3 aout 2022)[2],[14],[15]
- Mur sur la Butte-aux-Cailles à Paris, avec dix autres artistes féminines (Cynthia Dormeyer, Poulain, Yoldie, Rblbird, Annapolis75, Anna Conda, Taylor Barron, Dalkhafine, Delphine Delas et Carole B), pour la journée de la femme le 8 mars 2022 et dans le cadre du Colors Festival[16],[17],[18],[19]

2020

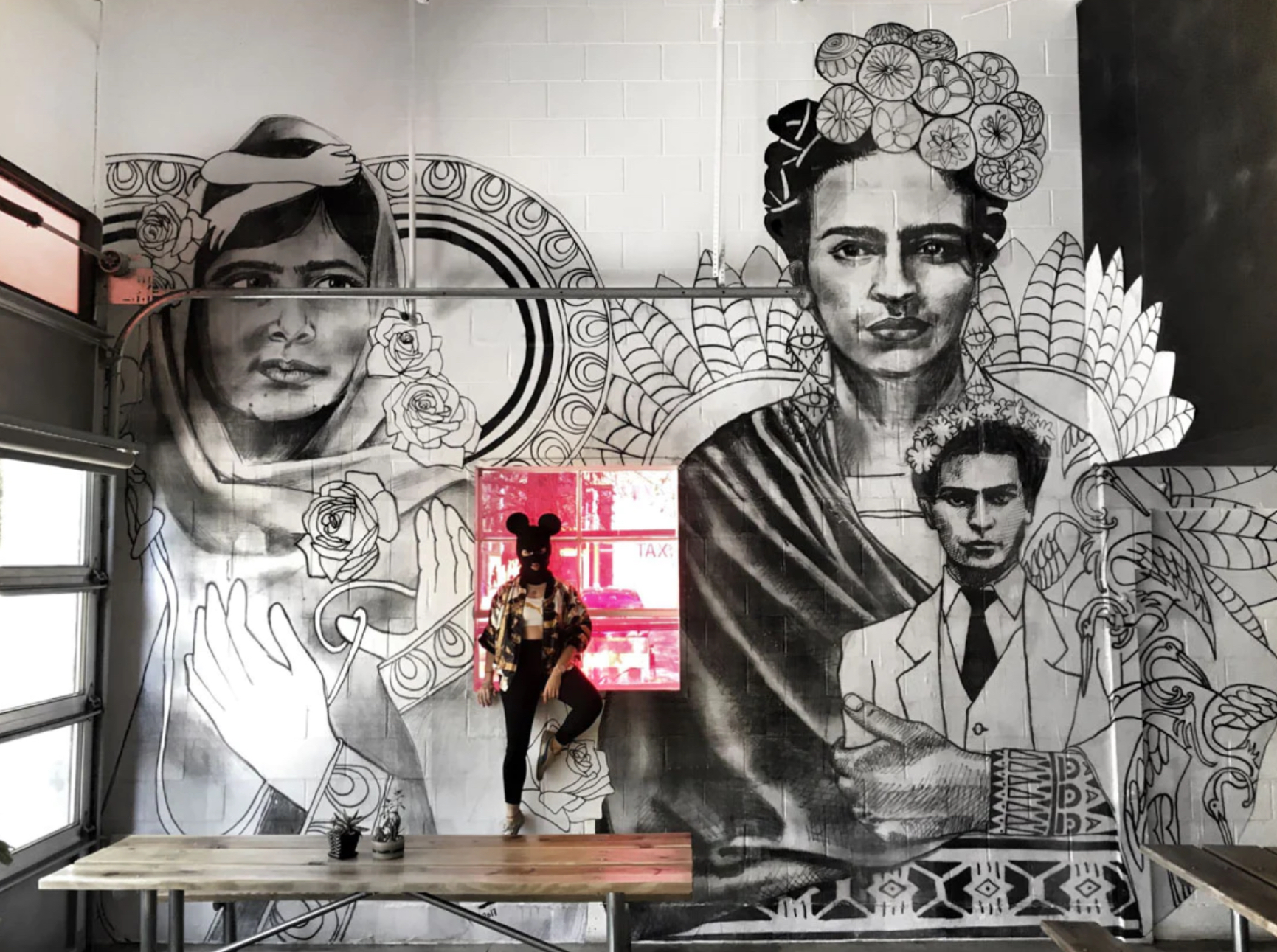
“Great Women” mural installation by MissMe art. Read more at https://missmeart.com/pages/great-women

- “Great Women” mural installation by MissMe art. Read more at https://missmeart.com/pages/great-womenRéinterprétation, exposition collective, galerie C.O.A., Montréal (10 décembre 2020 - 16 janvier 2021)[20]
- Réalisation du vidéoclip de la chanson féministe Hey boy de Random Recipe (feat. Sunny Moonshine) [vidéo] « (regarder en ligne) »[21],[22]

2019
- Peinture Fraîche, festival, Halle Debourg à Lyon (mai 2019)[23]
- Art engagé : le street art est-il un art politique ?, conférence, Peinture Fraîche festival, Halle Debourg à Lyon (8 mai 2019)

2018
- Réalisation d'un mur en l'honneur de Marie-Josèphe-Angélique et Leonard Cohen dans le cadre du 375e anniversaire de la ville de Montréal, à proximité des rues Saint-Laurent et Saint-Viateur[24]
- Surfaces, exposition collective, promenade des Artistes (23 aout - 28 octobre 2018)[25]
- Vente d'une pièce de la série d'autoportraits Portrait of a Vandal à Madonna[26],[27].

2017
- Pussylluminati, galerie C.O.A. (7 septembre - 7 octobre 2017)[28]
- Réalisation de la vidéo La liberté de s'autodéfinir produite par l'Office national du film du Canada [vidéo] (regarder en ligne) sur Vimeo

2016
- MissMe: The Artful Vandal par Mohammad Gorjestani, Nommé SXSW Grand Jury Award et Vainqueur SXSW Film Design Award, 2016 [vidéo] (regarder en ligne) sur Vimeo[29],[30]
- festival Under Pressure (été 2016)[31]
- Réalisation de la vidéo Army of Vandals produite par le Centre Phi [vidéo] (regarder en ligne) sur Vimeo
- Army of vandals, exposition solo, Centre Phi, Montréal (27 février - 19 mars 2016)[32]

2015
- Woman x Women, exposition collective féminine, Station 16, Montréal (29 juillet - 8 aout 2015)[33]
- Saints of Soul, Fresh Paint Gallery, rue Saint Catherine Est, Montréal (28 février - 25 mars 2015)[34]

2014
- festival Under Pressure, frise avec des représentations de Maya Angelou, Simone de Beauvoir, Frida Kahlo, Helen Keller ou encore Malala Yousafzai (été 2014)[35]

### Articles et revues
- Sebastien Correia, « Miss Me - Le vandalisme à fleur de peau - Gentle Vandalism », Stuart, no 17,‎ juillet aout 2019, p. 95-96-97 (ISSN 2498-3349)
- Maxime Albors, « On a discuté rap français avec MissMe - Alors que la street artist masquée vient de sortir une vidéo avec l’ONF, elle trouve quand même le temps de faire des visuels pour une soirée spéciale de rap français à Montréal. », Vice,‎ aout 2017 (lire en ligne)

### Vidéos
- Web Video - Toronto, « L'apologie de la colère de l'artiste MissMe présentée à Toronto : MissMe présente un point de vue féministe sur le corps et l'image de soi dans son exposition présentée jusqu'au 3 août à la galerie torontoise Taglialatella. », sur ici.radio-canada.ca, 20 juillet 2022
- [vidéo] MissMe: The Artful Vandal sur Vimeo, Mohammad Gorjestani, 2016